# Immunogenicitat
La immunogenicitat és la capacitat d'una substància estranya, com un antigen, per provocar una resposta immunitària al cos d'un ésser humà o d'un altre animal. Pot ser desitjada o no desitjada:
- La immunogenicitat desitjada es relaciona normalment amb les vacunes, on la injecció d'un antigen (la vacuna) provoca una resposta immunitària contra el patogen, protegint l'organisme de futures exposicions. La immunogenicitat és un aspecte central del desenvolupament de les vacunes.[1]
- La immunogenicitat no desitjada és una resposta immunitària d'un organisme contra un antigen terapèutic. Per exemple, aquesta reacció condueix a la producció d'anticossos anti-medicaments, inactivant els efectes terapèutics del tractament i potencialment induint efectes adversos.[2]

Un desafiament en la bioteràpia és predir el potencial immunogènic de les noves proteïnes terapèutiques. Per exemple, les dades d'immunogenicitat dels països amb ingressos alts no sempre són transferibles a països amb ingressos baixos i mitjans. Un altre desafiament és considerar com canvia la immunogenicitat de les vacunes amb l'edat. Per tant, tal com afirma l'Organització Mundial de la Salut, s'hauria d'investigar la immunogenicitat en una població objectiu, ja que les proves amb animals i els models in vitro no poden predir amb precisió la resposta immunitària en humans.